# Richmond Heights (Florida)
Richmond Heights és una concentració de població designada pel cens dels Estats Units a l'estat de Florida. Segons el cens del 2000 tenia 8.479 habitants.

## Demografia
Segons el cens del 2000, Richmond Heights tenia 8.479 habitants, 2.653 habitatges, i 2.101 famílies. La densitat de població era de 1.984,1 habitants/km².
Dels 2.653 habitatges en un 32,5% hi vivien nens de menys de 18 anys, en un 42,4% hi vivien parelles casades, en un 30,1% dones solteres, i en un 20,8% no eren unitats familiars. En el 17,9% dels habitatges hi vivien persones soles el 8,3% de les quals corresponia a persones de 65 anys o més que vivien soles. El nombre mitjà de persones vivint en cada habitatge era de 3,16 i el nombre mitjà de persones que vivien en cada família era de 3,55.
Per edats la població es repartia de la següent manera: un 29% tenia menys de 18 anys, un 9% entre 18 i 24, un 26,3% entre 25 i 44, un 21,8% de 45 a 60 i un 14% 65 anys o més.
L'edat mediana era de 35 anys. Per cada 100 dones de 18 o més anys hi havia 77,9 homes.
La renda mediana per habitatge era de 38.191 $ i la renda mediana per família de 44.095 $. Els homes tenien una renda mediana de 31.286 $ mentre que les dones 27.882 $. La renda per capita de la població era de 15.824 $. Entorn del 14% de les famílies i el 15,1% de la població estaven per davall del llindar de pobresa.

## Poblacions més properes
El següent diagrama mostra les poblacions més properes.